# 粟ヶ池
粟ヶ池（あわがいけ）は、大阪府富田林市粟ヶ池町に所在する溜池である。記紀に記載がある仁徳期の丸邇池（古事記）・和珥池（日本書紀）に比定されることが多いが、確証はない。

## 概要
堤長は710メートル、満水面積は6.6ヘクタールに及ぶ南河内では有数の規模を誇る灌漑用溜池である。四角く長方形の形状をしており、四方を堤防で囲われた四方堤である。『角川歴史地名大事典』は典型的な皿池とする。
自然河川からの流入はない。石川上流の錦織東と大字彼方間にかかる深溝（ふかうそ）井堰から取水し、深溝水路を流れ河岸段丘上の田地を潤しながら、粟ヶ池の北西端に流れ込む。粟ヶ池からは複数の水路が分かれ喜志の諸村へ配水される。

## 文献資料による記述
『古事記』仁徳天皇の段に「丸爾池」を作るとあり、『日本書紀』仁徳天皇13年10月条に「和珥池」築造が述べられている。また、『日本書紀』推古天皇21年11月条にも「和珥池」を作るとある。
伴林光平は『河内国上古水土考』において、喜志村の和爾池を仁徳の御世につくるという伝承を載せた。丸爾池について、次田潤は『古事記新講』の注釈において、比定地として河内国石川郡喜志村と大和国添上郡帯解村大字池田を上げた。栄原永遠男は『狭山池総合学術調査報告書』において、仁徳期・推古期ともに「和珥池（大和）」とし大和説に立つ。北野耕平は『富田林市史』において、書紀における仁徳期の和珥池築造の前後に河内・摂津関係の記事があることから、和珥池が河内にあった可能性があるとし、近世資料に記載された喜志村の和爾池が該当するかもしれないと述べた。『日本歴史地名大系』は推古期の和珥池を前述の大和国添上郡帯解村大字池田の光大寺池とするが、仁徳期の和珥池は定説がないとする。
近世の地誌では、『河内志』とそれを引いた『河内名所図絵』は「和爾池」を載せ喜志村にありとし、書紀の仁徳天皇13年10月条を引用する。また、粟ヶ池の西側に位置する美具久留御魂神社について、「喜志村和爾ノ池の西にあり、一名、和爾神社」とする。『日本歴史地名大系』は、和珥池が河内にあった根拠は明らかでないとしながらも、美具久留御魂神社の別名を和爾神社とする河内志の記述は捨てがたいとする。
『西国三十三ヶ所名所図絵』は新堂村の粟ヶ池と喜志村の和爾池を分けて載せ、粟ヶ池については聖武天皇の治世に掘られたという伝承を記す。『大阪府誌』は「和珥池附粟ヶ池」として、仁徳期の和珥池の所在は明らかでないとしながらも、美具久留御魂神を和爾神と称することから、喜志村の粟ヶ池に該当する可能性を述べる。また、粟ヶ池と和爾池が堤防を挟んで隣接していたがいつしか堤防が崩れ一体の池となったとする伝承を記す。『河南郷土史読本』は、粟ヶ池の底にある高く盛り上がった部分を元の堤防とする。
近世の古文書としては、1769年（明和6年）の『喜志村明細帳』があり、粟ヶ池を含む溜池や、井堰、樋、立会の村々が記されている。

## 発掘調査
周囲の埋蔵文化財包蔵地（遺跡）としては、北端部を除くほぼ全域が中野北遺跡に含まれ、北端部は粟ヶ池遺跡となる。
大阪府教育委員会による2005年度中野北遺跡の調査は東堤の東側であり、条理地割に伴うものと考えられる奈良時代の南北溝が検出されている。谷川遺跡で検出された深溝水路の前身と考えられる古墳時代後期から奈良時代にかけての大溝や、西堤西側で発見された奈良時代に属する宮町遺跡を考慮すると、粟ヶ池の築造は奈良時代の可能性が高い。
同じく府教委による2010年度中野北遺跡の調査は、2005年度の西側、東堤の堤体を調査し、13世紀以降の4度にわたる築堤とそれぞれ複数回の改修の実態が明らかになった。また、架道橋の橋梁部の確認調査により、粟ヶ池築造前の開析谷の状況が判明した。
当初の粟ヶ池は河岸段丘上の開析谷を北堤でせき止めて築造された谷池であったと考えられる。後世に粟ヶ池が拡大し水位が上昇したことで、13世紀に東西の堤防が築かれたのであろう。現在の粟ヶ池の北堤は美具久留御魂神社の参道となっており、最初期の北堤は参道の下に埋没していると想定される。粟ヶ池の築造時期の判明には、北堤の調査を待つ必要がある。

## 周辺整備
- 1897年（明治30年） - 池の西側を通る河陽鉄道が開通。
- 1975年（昭和50年） - 池北部に富田林市市民会館が建築。
- 1990年（平成2年）　- 池の北東部と南端が埋め立てられて粟ヶ池共園が整備。
- 2019年（令和元年） - 大阪府道32号美原太子線「粟ヶ池バイパス」の整備事業により、池の中央を東西に跨ぐ架道橋(粟ヶ池大橋)が架橋。

今後は池の西側で鉄道の高架区間の建設が進められている。